# Posadowa Mogilska
Posadowa Mogilska – wieś w Polsce położona w województwie małopolskim, w powiecie nowosądeckim, w gminie Korzenna.
W latach 1975–1998 miejscowość administracyjnie należała do województwa nowosądeckiego.
Geograficznie wieś Posadowa Mogilska położona jest na północnym stoku lesistego pasma wzgórz (Góry Grybowskie) dzielących wody Kamienicy wpadającej do Dunajca i Krużlowianki uchodzącej do rzeki Białej. Pasmo to wznosi się na południowy zachód od Posadowej.
Miejscowość graniczy z wsiami: Krużlowa, Stara Wieś, Cieniawa, Mogilno, Korzenna. Przysiółki w Posadowej to: Poddziale, Pagorek, Dworzyska, Podlas, Zagórze.